# The Chakra Project
Chakra GNU/Linux — дистрибутив Linux, первоначально основанный на Arch Linux, и ориентированный на программное обеспечение KDE, намеревающийся предоставить KDE/Qt для минимального использования других инструментов, и виджетов, где это возможно. Дистрибутив был хорошо воспринят критиками.

## История
В июне 2006 года, группа пользователей Arch Linux инициировала проект упаковки KDEmod, чтобы улучшить, и упростить стандартную установку KDE с помощью Arch Linux. В декабре 2008 года группа выпустила свой первый ISO-образ с предварительно сконфигурированным Arch + KDEmod + Tribe. После нескольких выпусков, ведущий разработчик Ян Метте предложил разделить от Arch, чтобы обеспечить более тесную интеграцию с программным обеспечением KDE.
30 августа 2010 года была выпущена первая независимая версия Chakra 0.2. Это закончило разработку KDEmod, и проект был переименован в «The Chakra Project». 
27 декабря 2021 года Ханс Товечерн (Hans Tovetjärn), ведущий разработчик Chakra, сообщил о прекращении разработки и поддержки дистрибутива, в связи с отсутствием активности с ноября 2019 года. 

## Возможности
Chakra включает как бесплатное, так и проприетарное программное обеспечение, хотя проприетарный софт может быть отключён во время установки. Он доступен только для архитектуры x86-64, и с поддержкой i686, удалённой в августе 2012 года. Установщик имеет графическую оболочку KDE.
Chakra не планирует расписание релизов на определённые даты, но использует систему «Half-Rolling release». Это означает, что основные пакеты Chakra (графика, аудио и т. д.) заморожены, и обновляются только для устранения любых проблем безопасности. Эти пакеты обновляются после того, как последние версии были тщательно протестированы до их перемещения в постоянный репозиторий (примерно каждые 6 месяцев). Это позволяет стабильной базе обеспечить стабильность остальной части программ. Другие приложения (веб-браузеры, игры, мультимедийные проигрыватели, офисные программы и т. д.) обновляются по модели Rolling release, и обычно доступны сразу после их выпуска.

## Установка
Сайт Chakra поставляет ISO-образы, которые можно запускать с CD, DVD или USB. Образы ISO предоставляют две версии, полную версию, и минимальную версию. Графическая программа установки Chakra называется «Calamares».

## Управление пакетами

### Репозитории
В настоящее время существуют следующие основные репозитории:
- Core, который содержит все пакеты, необходимые для настройки базовой системы.
- Desktop, который содержит пакеты KDE, и инструменты Chakra.
- gtk, который содержит различные известные приложения GTK+.
- lib32, централизованный репозиторий для пользователей архитектуры x86-64 для более легкой поддержки 32-разрядных приложений в 64-разрядной среде.

И, репозитории Testing, которые включают кандидаты в пакеты для других репозиториев. В настоящее время существуют следующие тестовые репозитории:
- Testing, с пакетами для стабильных репозиториев.

Существуют также нестабильные репозитории, которые включают приложения, которые по-прежнему считаются нестабильными. Есть также пакеты, построенные прямо из git, не дожидаясь официального релиза. В настоящее время существуют следующие нестабильные репозитории:
- unstable, который содержит нестабильные версии общих пакетов.
- kde-unstable, который содержит разрабатываемые версии приложений KDE.

### Chakra Community Repository (CCR)
В дополнение к официальным репозиториям, пользователи могут устанавливать пакеты из репозитория сообщества Chakra (CCR), который предоставляет пользовательские скрипты PKGINFO, и PKGBUILD для программного обеспечения, которое не входит в официальные репозитории, и вдохновлено Arch User Repository. Пакеты CCR упрощают сборку из исходного кода, явно перечисляя, проверяя зависимости, и настраивая установку в соответствии с архитектурой Chakra. Вспомогательные программы CCR могут дополнительно оптимизировать процесс загрузки и сборки.
Пакет CCR со многими голосованиями, и который соответствует политике программного обеспечения Chakra, может быть передан официальному репозиторию.

## Мнения
Джесси Смит рассмотрел Chakra GNU/Linux 0.3.1 для DistroWatch Weekly:
Переходя к самой технологии, Chakra имеет ISO-образ размером 686 МБ. Мы начинаем наш опыт работы с Live CD с графическим меню загрузки, где мы можем выбрать наш предпочтительный язык. Оттуда мы получили множество параметров загрузки, включая загрузку графически, графическую загрузку на старых компьютерах, и загрузку в терминальном режиме. Выбор опции по умолчанию привел меня в среду KDE 4.5 с синим фоном, и тёмной панелью. На рабочем столе представлена коллекция значков для просмотра лицензий, чтение документации, посещение форума проекта, запуск установщика, просмотр списка установленных пакетов, а также значок с надписью «пароли». Я решил начать с иконки «пароли» в случае, если мне понадобится выполнить проверку подлинности позже. После нажатия на значок моя система зависла. Я перезагрузился, и на этот раз не мог использовать Chakra, прежде чем он закончил загрузку рабочего стола. Возвращаясь назад, и пытаясь использовать разные параметры загрузки, я не стал дальше ничего делать.
LinuxBSDos.com написал обзор про Chakra Linux в 2011 году.
Dedoimedo рассмотрел Chakra 2011.09:
Chakra не может считаться самой красивой или функциональной, просто равной дозой обоих, и мне нравится этот подход. Во-первых, все ожидали подключения к сети, включая Wireless, Samba Sharing, и т. д. Хорошее начало.
LWN.net написал пост. Это был обзор Chakra Linux.
Everyday Linux User рассмотрел Chakra 2015.11.